# Piotr Szefler
Piotr Szefler (ur. 29 sierpnia 1909 w Grudusku, zm. 21 marca 1974 w Płocku) – polski ksiądz katolicki, biblista, tłumacz Pisma Świętego.

## Życiorys
W latach 1924–1931 uczęszczał do Państwowego Zakładu Kształcenia Nauczycieli im. Stanisława Żółkiewskiego w Mławie, następnie pracował jako nauczyciel. W 1938 został studentem Wydziału Humanistycznego Uniwersytetu Warszawskiego. Latem 1939 przebywał na obozie harcerskim we Francji, tam zastał go wybuch II wojny światowej. Powrócił niezwłocznie do Polski, od 10 września 1939 walczył w szeregach 44 Pułku Piechoty, 17 września 1939 dostał się do niewoli radzieckiej, z której uciekł. Jesienią 1939 wstąpił do wileńskiego seminarium duchownego, po jego likwidacji pod koniec 1939 przez Finlandię i Szwecję (gdzie w latach 1941-1942 studiował na Uniwersytecie w Uppsali filozofię) przedostał się do Wielkiej Brytanii, od 1943 do 1945 służył w wojskach powietrznodesantowych w Polskich Siłach Zbrojnych na Zachodzie, m.in. jako instruktor. W 1945 wstąpił do seminarium duchownego diecezji liverpoolskiej, święcenia kapłańskie przyjął 22 maja 1948. W 1952 wyjechał na studia do Rzymu. W 1955 obronił licencjat z filozofii i teologii na Papieskim Uniwersytecie Gregoriańskim, w 1957 licencjat z nauk biblijnych w Papieskim Instytucie Biblijnym, w 1958 doktorat z teologii na „Gregorianum”, zatytułowany Mariologia P. Justini Miechoviensis O.P. (19590-1649). We wrześniu 1958 powrócił do Polski, został profesorem Wyższego Seminarium Duchownego w Płocku, gdzie wykładał Pismo Święte Starego testamentu, język hebrajski i archeologię biblijną, w latach 1966-1968 także archeologię i geografię Palestyny w Akademii Teologii Katolickiej w Warszawie. Od 1961 był kanonikiem kapituły katedralnej płockiej.
Dla Biblii Tysiąclecia przetłumaczył 1 Księgę Kronik i Księgę Micheasza. Dla serii tzw. komentarzy „KUL” przygotował natomiast Księgę Nahuma i Księgę Micheasza.